# Ilha Dragonera
A ilha Dragonera (ou Sa Dragonera em catalão) é um ilhéu pertencente às ilhas Baleares, Espanha. Encontra-se situada a oeste da ilha de Maiorca e foi protegida como espaço natural. 
Tem um comprimento de 3200 m e uma largura de 500 m, com um relevo íngreme e irregular, que provoca a aparição de algumas protuberâncias que alcançam o seu pico mais alto, o chamado Na Popia, a cerca de 360 m. No cume, encontrava-se um farol, atualmente em ruínas. As localidade mais próximas são Sant Elm e Port d'Andratx, onde se estabeleceram centros de mergulho, fato que aumentou o fluxo de turistas nas temporadas estivais.
Em princípios da década de 1970, existia um projeto para a sua edificação. Ao finalizar o seu planejamento, incluía mansões de luxo, um hotel, um porto e um casino. Os protestos dos ecologistas paralisaram em várias ocasiões o início da construção e, após um processo judiciário longo, acabaram paralisando definitivamente o projeto. Em 1987, foi comprado pelo Conselho Insular de Maiorca. Em 26 de janeiro de 1995, e pelo decreto 7/1995, o Governo Balear protegeu a Dragonera, assim como os seus ilhotes vizinhos, Pantaleu e ilha Mediana.
A sua única via de acesso é mediante navio desde Sant Elm ou Paguera. A ilha tem um pequeno porto natural com um embarcadoiro em Cala Lladó. Do embarcadoiro, podem realizar-se várias rotas a pé para explorar a ilha.

## História

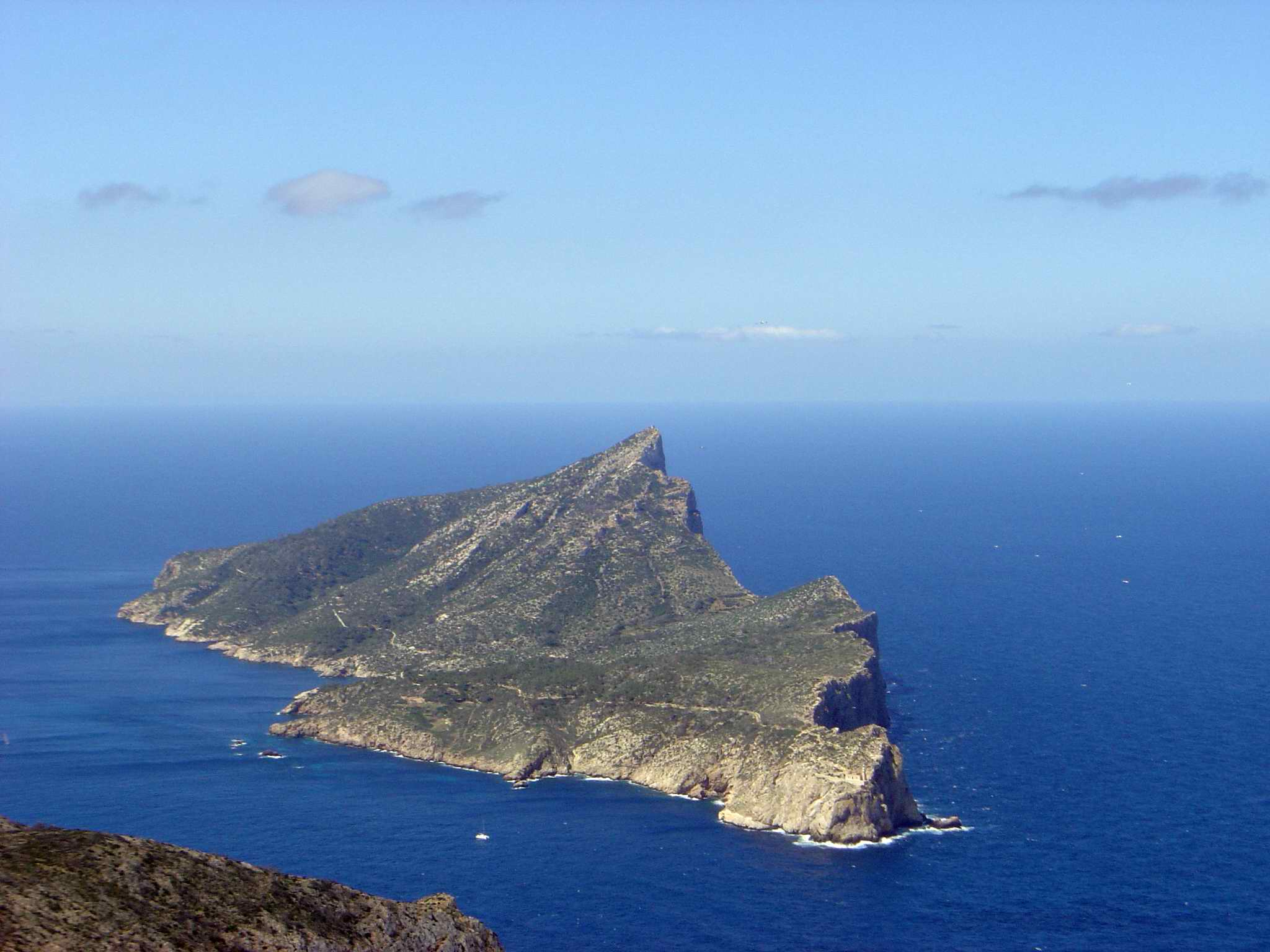
Vista da Dragonera.

Em Dragonera foi encontrada uma necrópole em Es Lladó, o qual sugere que a ilha foi usada para enterramentos.
Em 1229, Jaime I de Aragão usou Dragonera para preparar o ataque e posterior conquista de Maiorca. O Llibre del Repartiment de Mallorca outorga a propriedade da ilha de Dragonera ao bispado de Barcelona.
Em 1581, constrói-se a torre de na Pòpia. A torre de Llebeig foi construída em 1585.
Em 1811, a família Villalonga obtém a propriedade da ilha, que conservaria até 1934, voltando-a a recuperar em 1939.
Em 1880, o Arquiduque Lluís Salvador realizou uma descrição da ilha no seu livro Die Balearen.
Em 1910, entram em funcionamento os faróis de Tramuntana e Llebeig.
Em 1941, Joan Flexas compra a ilha e converte a zona de Es Lledó em terras de cultura. Durante anos, a ilha foi empregue como esconderijo para o contrabando. Em 1974, a empresa PAMESA comprou a ilha a fim de urbanizá-la. Esta urbanização não chegou a ser realizada pelas pressões ecologistas. Em 1984, após um processo de 10 anos, a Audiência Nacional de Espanha decretou a impossibilidade de urbanizar. Em 1987, o Conselho Insular de Maiorca comprou a ilha.[carece de fontes?]
Em 26 de janeiro de 1995, o Governo Balear declarou Dragonera, Es Pantaleu e a ilha Mediana como Parque Natural, no decreto 7/1995.

## Clima
A quantidade de precipitação média é de 350 mm. Nos meses de setembro e dezembro, registam-se as precipitações mais fortes.

## Edificações

### Torres de defesa
Durante o século XVIII, na ilha de Maiorca, foram construídas uma grande quantidade de torres de defesa para a vigilância da costa, devido às incursões piratas. Como parte deste projeto, foi construída uma torre no ponto mais alto da ilha Dragonera. Anos mais tarde, foi construída a torre de cala llebeig. A torre situada sobre o pico Popi foi demolida para construir um farol no mesmo local.[carece de fontes?]

### Faróis

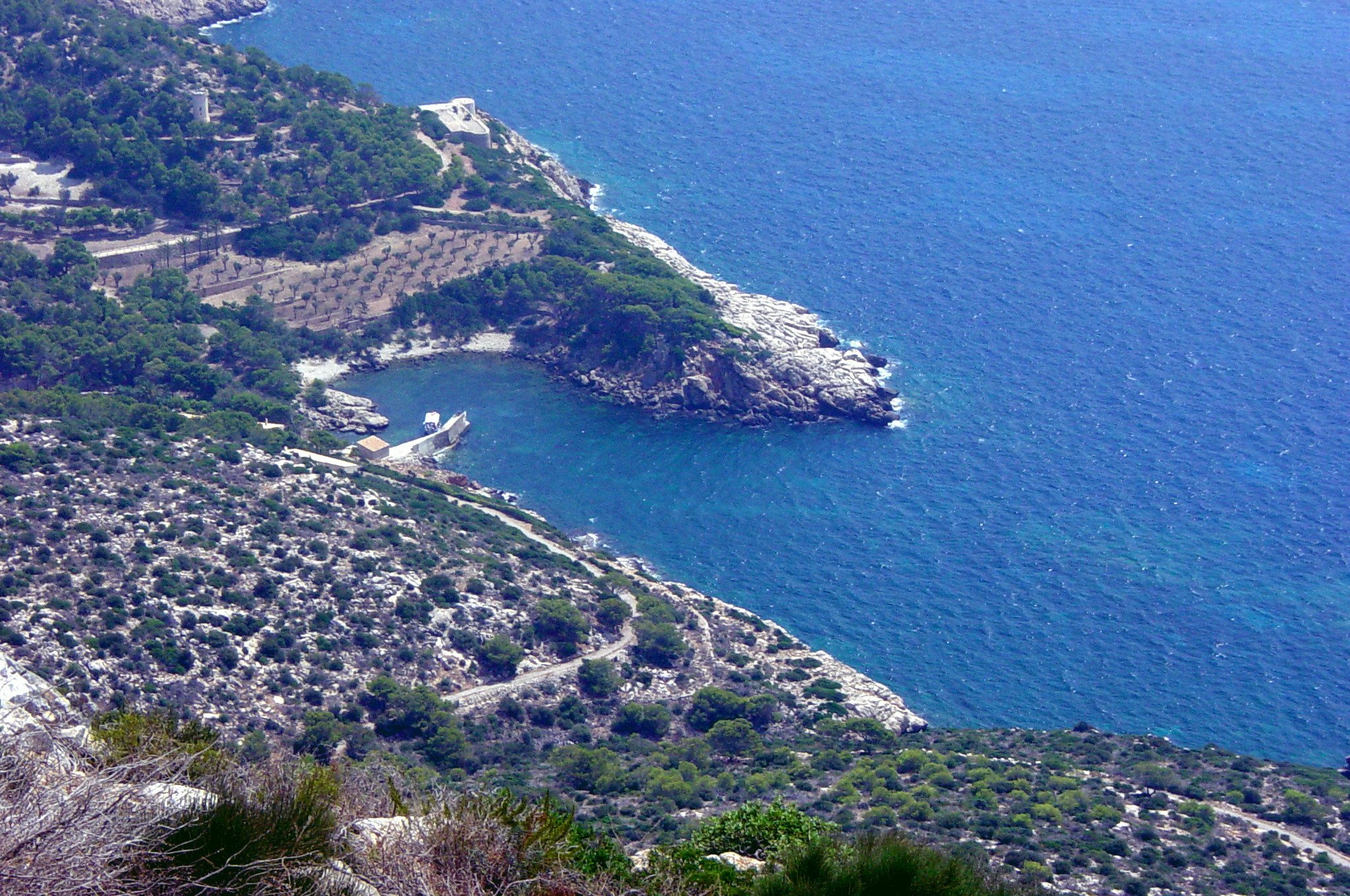
Cala Lladro e o seu pequeno porto.

O "farol velho" foi construído em 1850 sobre a antiga torre de vigilância. Por causa das nuvens e névoa, que ocultavam muitas vezes a luz do farol, este foi desmantelado em 1910.
O "farol de llebeig" começou a ser construído em 1905, entrando em serviço em novembro de 1910.
O "farol de tramuntana" começou a ser construído em 1907. Localiza-se a 54 m e consta de uma torre de 11 m, o que faz que a sua luz alcance 20 milhas. Atualmente, é um museu sobre os faróis da ilha e da vida dos faroleiros.
Entre 1960 e 1975, os faróis da ilha foram automatizados e em 1975 os faroleiros deixaram de viver na ilha. Em 1995, instalaram-se placas solares na ilha, permitindo o uso de energia elétrica.

### Amarradouro e casa do guarda-florestal
Outras pequenas construções (armazém, galinheiro, casa, etc.) da ilha são usadas atualmente para a manutenção do Parque Natural.

## Excursões

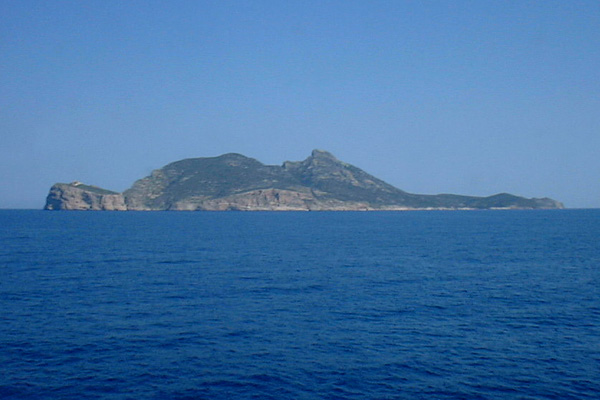
ilha Dragonera.

Se bem que é possível explorar a ilha livremente, há quatro grandes rotas marcadas. Todas estas rotas partem do embarcadouro de Cala Lladó.
- A excursão que sai do embarcadouro e chega até o farol de tramuntana tem um comprimento de 1,7 km , as ladeiras são suaves e a altitude máxima é de 65 m. Esta excursão é de fácil percurso, durando cerca de 60 minutos (ida e volta). Cabe destacar-se a visita ao centro de interpretação do farol.

- Uma segunda excursão liga o embarcadouro e o farol velho (na Pòpia). Este trajeto, de cerca de 3,8 km e com uma altura máxima de 352 m, pode ser percorrido em cerca de 3 horas (ida e volta). O caminho é suave, pois foi construído para transportar materiais do antigo farol. No cume da Pòpia é possível visitar os restos do antigo farol.

- Outra excursão liga o embarcadouro com o farol de llebeig. Esta excursão, de dificuldade média, tem um trajeto de 4,5 km podendo realizar-se em menos de três horas (ida e volta). Pode-se visitar a torre de llebeig, restaurada em 2004 e, no Outono, podem-se observar as áreas de voo do falcão-marinho.

- A última excursão liga o embarcadouro com a ponta de na Miranda. Esta excursão de 1,2 km, de dificuldade baixa, é realizada em cerca de 30 minutos. Cabe destacar-se as suas boas vistas sobre Cala Lladó. Ademais, poderão observar-se as antigas áreas de cultura (olival e cereal), atualmente reabilitadas e em produção.

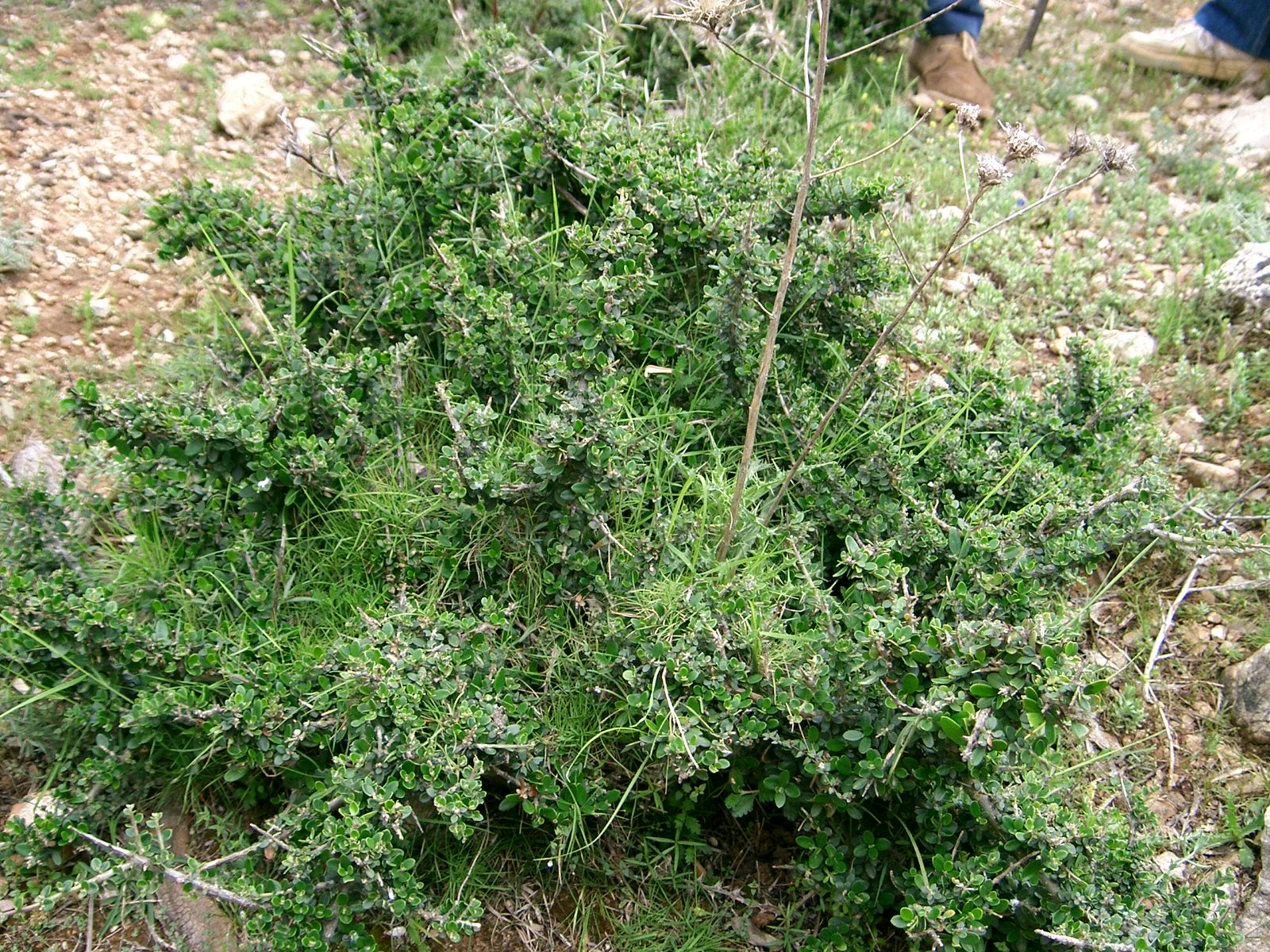
Olivo silvestre (Olea europaea var sylvestris).